# 公爵夫人 (愛麗絲夢遊仙境)
公爵夫人（英語：Duchess）是英國作家路易斯·卡羅兒童奇幻小說《愛麗絲夢遊仙境》中的虛構人物，初登場於該書第六章，長得十分醜陋。

## 角色

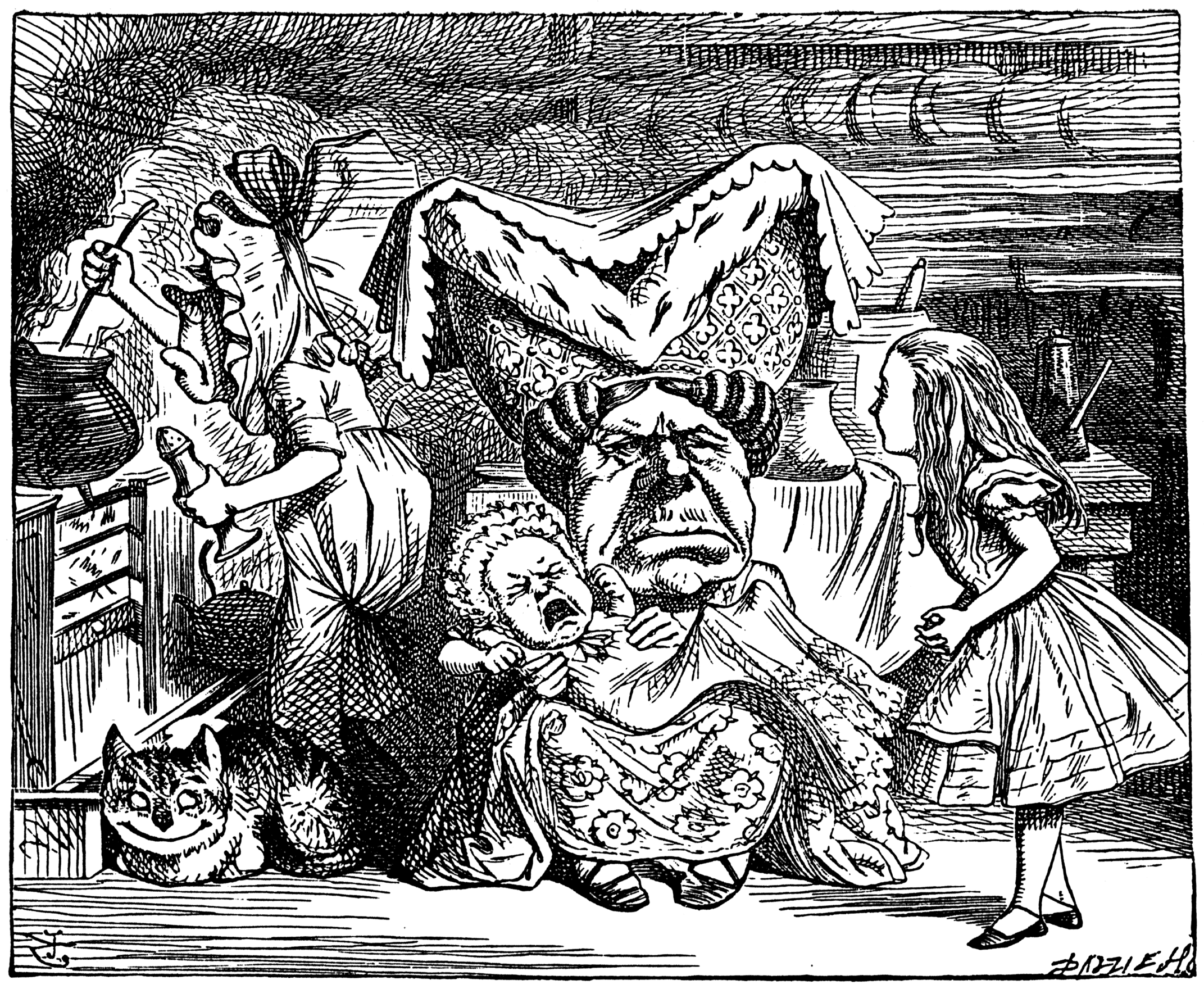
公爵夫人和她的家人在一起。

公爵夫人居住在仙境裡森林外的一棟房子內，她雇用了一個青蛙僕人，以及一個非常喜愛胡椒、喜歡亂丟東西的廚娘。公爵夫人還有一個豬一般的孩子及一隻貓（柴郡貓）。
公爵夫人在首次遇見愛麗絲時，顯得十分不耐煩，還把孩子丟給對方照顧，自己則離開去跟紅心王后玩槌球。結果愛麗絲發現那個孩子已經變成了一頭豬。
後來愛麗絲從白兔口中得知：公爵夫人由於打了王后一個耳光而被關進監獄。
在紅心王后的槌球場上，因為紅心王后想砍掉柴郡貓的頭的關係，公爵夫人從監獄中被釋放出來，使愛麗絲再度遇見公爵夫人，這時的公爵夫人顯得更加親切和健談，並不時把她尖銳的下巴放在愛麗絲肩膀上。愛麗絲便懷疑公爵夫人此前的粗暴性格可能是因為胡椒引起的。

## 創作靈感
約翰·坦尼爾原版插圖中的公爵夫人形象是從昆丁·馬賽斯的畫作〈古怪的老婦人〉（1513年）中獲得靈感而繪製的，後來馬賽斯的那幅畫作也因此得名為「難看的公爵夫人」:42。